# OpenSceneGraph
OpenSceneGraphは、OpenGLのオープンソースのライブラリおよび3Dツールキットである。主として、コンピューターゲームやバーチャルリアリティの開発をターゲットとしている。
プログラミング言語は標準のC++とOpenGLを、完全にサポートしている。
2019 年後半に安定した 1.0 をリリースすることを目標に、Vulkan と C++17 を組み合わせた次世代の3Dツールキット、VulkanSceneGraphの開発が始まった。OpenSceneGraphプロジェクトは引き続きサポートされるが、メンテナンス フェーズに移行した。